# 黒瀬川浪之助
黒瀬川 浪之助（くろせがわ なみのすけ、1885年3月20日 - 1957年12月30日）は、富山県射水郡（現在の氷見市）出身で友綱部屋に所属した大相撲力士。本名は本川 竹松。身長179cm、体重105kg。最高位は関脇。

## 来歴
子供の頃から土地相撲で活躍したが、1902年に役所に行って海軍兵を志願した時に、体格と50貫の大石を持ち上げるのを見た郡長から力士を勧められ、板垣退助に見出されて入門した。黒瀬川の名は板垣が命名した。1903年5月初土俵、1908年5月十両、1909年6月に入幕した。均整の取れた体格に色白の美男で人気があった。1913年1月大関駒ヶ嶽と預かり、横綱常陸山と引分など4勝1敗3分2預で翌場所関脇に昇進。最初は単調で勝ち味が遅かったが、のちに変化と速さが加わって組んでも離れても良い取り口に変わり、大物食いとして活躍した。1917年5月にも関脇に昇進したが、それ以降衰え幕内下位での土俵が多くなった。1922年1月引退し、年寄谷川を襲名。長く監事、理事を務めた。
1945年廃業し、1957年死去、72歳没。

## 年譜
- 1903年5月 友綱部屋（師匠:元幕内初代海山）から初土俵を踏む。
- 1908年5月 新十両。
- 1909年6月 新入幕。
- 1913年5月 関脇に昇進。
- 1922年1月 現役引退。年寄谷川を襲名。
- 1945年11月 廃業。

## 主な成績
- 幕内戦績:96勝109敗19分5預31休（26場所）
- 金星:1個（1917年1月場所、西ノ海から）

### 場所別成績
| 1903年 （明治36年） | x                             | （前相撲）                        |
| 1904年 （明治37年） | 東序ノ口41枚目 –              | 西序二段68枚目 –                  |
| 1905年 （明治38年） | 西序二段17枚目 –              | 東三段目36枚目 –                  |
| 1906年 （明治39年） | 東三段目4枚目 –               | 西幕下33枚目 –                    |
| 1907年 （明治40年） | 西幕下15枚目 1–1 （対十両戦） | 西幕下筆頭 1–0 1引分 （対十両戦） |
| 1908年 （明治41年） | 東幕下5枚目 1–1 （対十両戦）  | 東十両4枚目 5–5                   |
| 1909年 （明治42年） | 東十両6枚目 6–0 1引分1預      | 東前頭12枚目 5–5                  |
| 1910年 （明治43年） | 西前頭3枚目 1–8 1引分         | 西前頭11枚目 5–3 2引分            |
| 1911年 （明治44年） | 西前頭2枚目 4–6               | 西前頭3枚目 4–5 1引分             |
| 1912年 （明治45年） | 東前頭4枚目 1–7–1             | 西前頭13枚目 6–3 1引分            |
| 1913年 （大正2年） | 西前頭筆頭 4–1 3引分2預       | 東関脇 4–6                        |
| 1914年 （大正3年） | 東前頭4枚目 4–1–1 3引分1預    | 西前頭筆頭 3–0–4 3引分            |
| 1915年 （大正4年） | 西小結 0–0–10                 | 西前頭5枚目 4–4–2                 |
| 1916年 （大正5年） | 西前頭4枚目 2–7 1預           | 西前頭8枚目 7–2 1分               |
| 1917年 （大正6年） | 東前頭筆頭 6–4                | 東関脇 5–5                        |
| 1918年 （大正7年） | 西小結 3–7                    | 西前頭3枚目 3–3–3 1分             |
| 1919年 （大正8年） | 西前頭6枚目 3–6 1分           | 西前頭10枚目 5–5                  |
| 1920年 （大正9年） | 西前頭11枚目 4–6              | 東前頭11枚目 5–4 1引分            |
| 1921年 （大正10年） | 東前頭10枚目 3–6 1預          | 西前頭17枚目 5–5                  |
| 1922年 （大正11年） | 西前頭10枚目 引退 0–0–10      | x                                 |
| 各欄の数字は、「勝ち-負け-休場」を示す。 優勝 引退 休場 十両 幕下 三賞：敢=敢闘賞、殊=殊勲賞、技=技能賞 その他：★=金星 番付階級：幕内 - 十両 - 幕下 - 三段目 - 序二段 - 序ノ口 幕内序列：横綱 - 大関 - 関脇 - 小結 - 前頭（「#数字」は各位内の序列） |                               |                                   |

- 1912年1月場所の1休は相手力士の休場による。
- 幕下以下の地位は小島貞二コレクションの番付実物画像による。また当時の幕下以下の星取や勝敗数等の記録については2024年現在相撲レファレンス等のデータベースに登録がないため、幕下以下の勝敗数等は暫定的に対十両戦の分のみを示す。

## 年寄変遷
- 谷川 1922年1月 - 1945年11月